# Orancistrocerus
Orancistrocerus är ett släkte av steklar. Orancistrocerus ingår i familjen Eumenidae.
Kladogram enligt Catalogue of Life:
| Orancistrocerus | \| \| Orancistrocerus aterrimus \| \| \| \| \| \| Orancistrocerus bicoloripennis \| \| \| \| \| \| Orancistrocerus drewseni \| \| \| \| \| \| Orancistrocerus moelleri \| \| \| \| |
|                 | \| \| Orancistrocerus aterrimus \| \| \| \| \| \| Orancistrocerus bicoloripennis \| \| \| \| \| \| Orancistrocerus drewseni \| \| \| \| \| \| Orancistrocerus moelleri \| \| \| \| |
|                 | Orancistrocerus aterrimus |
|                 | |
|                 | Orancistrocerus bicoloripennis |
|                 | |
|                 | Orancistrocerus drewseni |
|                 | |
|                 | Orancistrocerus moelleri |
|                 | |